# Besoiro

Besoiro est rue revue entomologique de langue française. Elle est publiée par Patrick Arnaud et a été créée en 1995. Le nom signifie Coléoptères en portugais. Les taxons décrits sont inclus dans les volumes du Zoological Record.
Patrick Arnaud a également créé la bourse aux insectes de Juvisy, la plus importante exposition entomologique dans le monde, il a parcouru de nombreux pays, et décrit de nombreuses nouvelles espèces. Après la cessation de la publication du Bulletin de la Société Sciences Nat en 1995, il y avait un besoin urgent pour les entomologistes d'avoir une revue qui pourrait publier des descriptions de nouvelles espèces d'insectes rapidement, et les journaux Besoiro et Coléoptères ont été fondées la même année.

## Composition
Chaque volume contient un ou plusieurs articles. Photographies et figures en noir et blanc et en couleurs illustrent les publications.

## Auteurs
Les auteurs sont des entomologistes amateurs. Ils sont principalement Patrick Arnaud Cetoniidae, Lucanidae et Scarabaeidae, Hugues Bomans Lucanidae, Tetsuo Miyashita Dynastidae et Lucanidae, Marc Soula Rutelinae. Lydie Arnaud a décrit plusieurs nouvelles Membracidae.
Ils sont de différents pays : Canada, Costa Rica, France, Japon, Madagascar, Venezuela, et Antilles.
La revue n'est pas évaluée par les pairs.

## Production
Le bulletin est produit à partir des feuilles de papier A4 (21 x 29,7 cm). Les pages sont produites par impression jet d'encre, ce procédé devrait avoir une durée de vie plus importante que les photocopies laser.

## Abonnements
Chaque numéro est tiré à environ 50 exemplaires, dont certains sont envoyés à des spécialistes dans le monde et environ 20 exemplaires sont disponibles à la vente. Quand un numéro est épuisé, une réédition est effectuée. Même avec un petit tirage, le journal a sa place dans les musées d'histoire naturelle et est apprécié par les spécialistes des Scarabéides,,,,., ou des spécialistes de Lucanes,.

## Nouveaux taxa
Au total, environ 100 nouveaux taxa ont été décrits dans cette revue.